# ユーミン・ランド
ユーミン・ランドは、1982年10月4日から1983年4月1日まで文化放送で放送されていた、松任谷由実（ユーミン）がパーソナリティのラジオ番組。

## 概要
ユーミンが各曜日日替わりのコーナーで、音楽やリスナーからの質問・お願い事やエピソードを紹介しながらトークを展開。はがきが採用されたリスナーには、ユーミンの直筆サインのデザインが入ったコーヒーカップセットなどのグッズが贈られた。文化放送では当時の夜ワイド番組『吉田照美のてるてるワイド』の内包番組として放送されていた。なお、ユーミンは同じ文化放送ではかつて『サンスイ ポップジャンボリー』のパーソナリティを務めていたことがあった。

## 曜日別コーナー
月曜日「こんな時聴きたい曲ベスト3」
- 「ドライブしながら…」「失恋した時に…」「流氷を見ながら…」等々、様々な状況を設定した上で選曲した3曲を紹介[2]。

火曜日「サウンド・ムーヴィー」
- 毎回ある1曲を採り上げ、その曲の歌詞から描かれた場面とそのイメージをもとにミニストーリーに仕立てて演じる[2]。

水曜日「ユーミンの目安箱」
- リスナーからのはがき・お便り紹介。質問、文句、提案、相談、お願い事など何でも受け付けていた[2]。

木曜日「ユーミンステーション」
- フリートークコーナー。今考えていたり感じていることなど毎週何でもテーマとして決めてトーク。リスナーからトークのテーマも募集していた[2]。

金曜日「ホット・ポイント」
- 今一番気になる“ポイント”（「初めてのデートで入った喫茶店の椅子」「最近ふくらんできた胸」「事故でへこんだ車のフェンダー」等々）とそれにまつわる話をリスナーから募集[2]。

## 放送されていた局
放送曜日はいずれも月曜日から金曜日まで。
- 文化放送（制作局）：21:50 - 22:00（『吉田照美のてるてるワイド』の内包番組として放送）
- 東海ラジオ放送：21:45 - 21:55
- 朝日放送：21時台（『ABC星空ワイド』の内包番組として放送）